# Túlkarm kormányzóság
Túlkarm kormányzóság (arabul محافظة طولكرم [Muḥāfaẓat Ṭūlkarm]) Palesztina tizenhat kormányzóságának egyike. Ciszjordánia északnyugati részén fekszik. Északkeleten Dzsenín kormányzóság, keleten Náblusz kormányzóság, délen Kalkílija kormányzóság, nyugaton pedig Izrael határolja. Központja Túlkarm városa. Területe 246 km², népessége pedig a 2007-es népszámlálás adatai szerint 157 988 fő.